# بونتوس يوهانسون
بونتوس يوهانسون (بالسويدية: Pontus Johansson)‏ هو لاعب هوكي الجليد سويدي، ولد في 22 سبتمبر 1991 في أوبسالا في السويد.

## وصلات خارجية
- بونتوس يوهانسون على موقع EliteProspects.com (الإنجليزية)
- بونتوس يوهانسون على موقع HockeyDB.com (الإنجليزية)